# Houstonia longifolia
Espèce
Synonymes
- Oldenlandia purpurea var. tenuifolia (Nutt.) Gray ex Chapman[2]

Houstonia longifolia est une espèce de plantes vivaces de la famille des Rubiaceae.

## Systématique
L'espèce Houstonia longifolia a été décrite en 1788 par le botaniste allemand Joseph Gärtner (1732-1791).

## Liste des variétés
Selon Tropicos (2 février 2022) (liste brute contenant possiblement des synonymes) :
- variété Houstonia longifolia var. ciliolata (Torr.) Alph. Wood
- variété Houstonia longifolia var. compacta Terrell
- variété Houstonia longifolia var. glabra Terrell
- variété Houstonia longifolia var. longifolia
- variété Houstonia longifolia var. musci B. Boivin
- variété Houstonia longifolia var. soperi B. Boivin
- variété Houstonia longifolia var. tenuifolia (Nutt.) Alph. Wood

## Publication originale
- (la) Joseph Gärtner, 1788 : De Fructibus et Seminibus Plantarum, vol. 1, p. 226 (lire en ligne).